# Rhoda de Bellegarde de Saint Lary
Rhoda de Bellegarde de Saint Lary (Firenze, 8 agosto 1890 – Noale, 13 ottobre 1918) fu una tennista e filantropa italiana, attiva durante la Grande Guerra come crocerossina.
Morta sul fronte durante la pandemia d'influenza spagnola del 1918, fu insignita postuma della medaglia d'argento al valor militare.

## Biografia
Nasce a Firenze da Roberto de Bellegarde, ufficiale sabaudo trasferito a Firenze quando questa città era capitale del neonato Regno d'Italia. Discende da un'antica famiglia nobiliare francese. Seguendo le orme della sorella Margherita, maggiore di lei di 7 anni, si appassiona al tennis, all'epoca sport praticato soprattutto dalle classi più elevate. Vince i primi due campionati italiani femminili, nel 1913 e nel 1914, quest'ultimo disputato nella sua città natale. Gioca anche in doppio insieme alla sorella.

### Crocerossina volontaria
Allo scoppio della Prima Guerra Mondiale chiede di poter prestare servizio volontario e nel 1916 viene assegnata ad un ospedale militare di Cormons come interprete per le ambulanze radiologiche inglesi. Ricalcando l'esempio della sorella, crocerossina dal 1908, si diploma infermiera volontaria della Croce Rossa Italiana il 29 marzo 1917. Viene affiancata alla sorella in servizio all'ospedale n. 71 di Gradisca d'Isonzo, tra i primi ad essere travolti dalla massa in ritirata da Caporetto, e a doverne affrontare gli esiti più truculenti.
Nella primavera del 1918 viene assegnata all'ospedaletto n. 191, allestito nel castello di Stigliano, in Comune di Santa Maria di Sala, nelle retrovie del fronte del Piave. Nel settembre dello stesso 1918 anche a Stigliano si manifestarono i primi casi d'influenza spagnola.
Ne fu colpita anche la ventottenne crocerossina, morendo meno di un mese prima della fine del conflitto.

### La memoria
La Federazione Tennistica Italiana le dedicò per alcuni anni la Coppa Bellegarde, poi soppressa. Sostanzialmente dimenticata per decenni, la memoria di Rhoda de Bellegarde è stata riscoperta negli ultimi anni con il conferimento della cittadinanza onoraria alla memoria da parte del Comune di Noale e l'erezione di un cenotafio nel cimitero della frazione di Briana, dove sorgeva la sua sepoltura.
A lei è dedicato un albero nel parco della Rimembranza del Monte alle Croci a Firenze e nel 2019 le viene dedicata una via a Firenze nella zona Circolo del Tennis alle Cascine.